# Wadcutter
Wadcutter je naboj s svinčenim izstrelkom (kroglo oz. svinčenko) valjaste oblike ki je zasnovan tako, da papirnato tarčo prebije kot luknjač in na njej pusti lepo okroglo luknjo brez razcefranih robov. Zadetke s takšnimi kroglami je lahko točkovati. Naboj je namenjen tekmovalnemu športnemu streljanju, najpogostejši kalibri so .38 Special, .32 S&W, v novejšem času tudi .357 Magnum.